# 基督君王圣殿主教座堂 (哈密尔顿)
基督君王圣殿主教座堂（英語：Cathedral Basilica of Christ the King）是罗马天主教宗座圣殿、天主教哈密尔顿教区的主教座堂，位于加拿大安大略省哈密尔顿。该堂在1933年12月19日祝圣。2013年2月，教宗本笃十六世将其升格为宗座圣殿。
基督君王圣殿主教座堂位于山顶，面向南方。哥特式钟楼高达165英尺。该堂建于1930－1933年，由William Russell Souter设计。

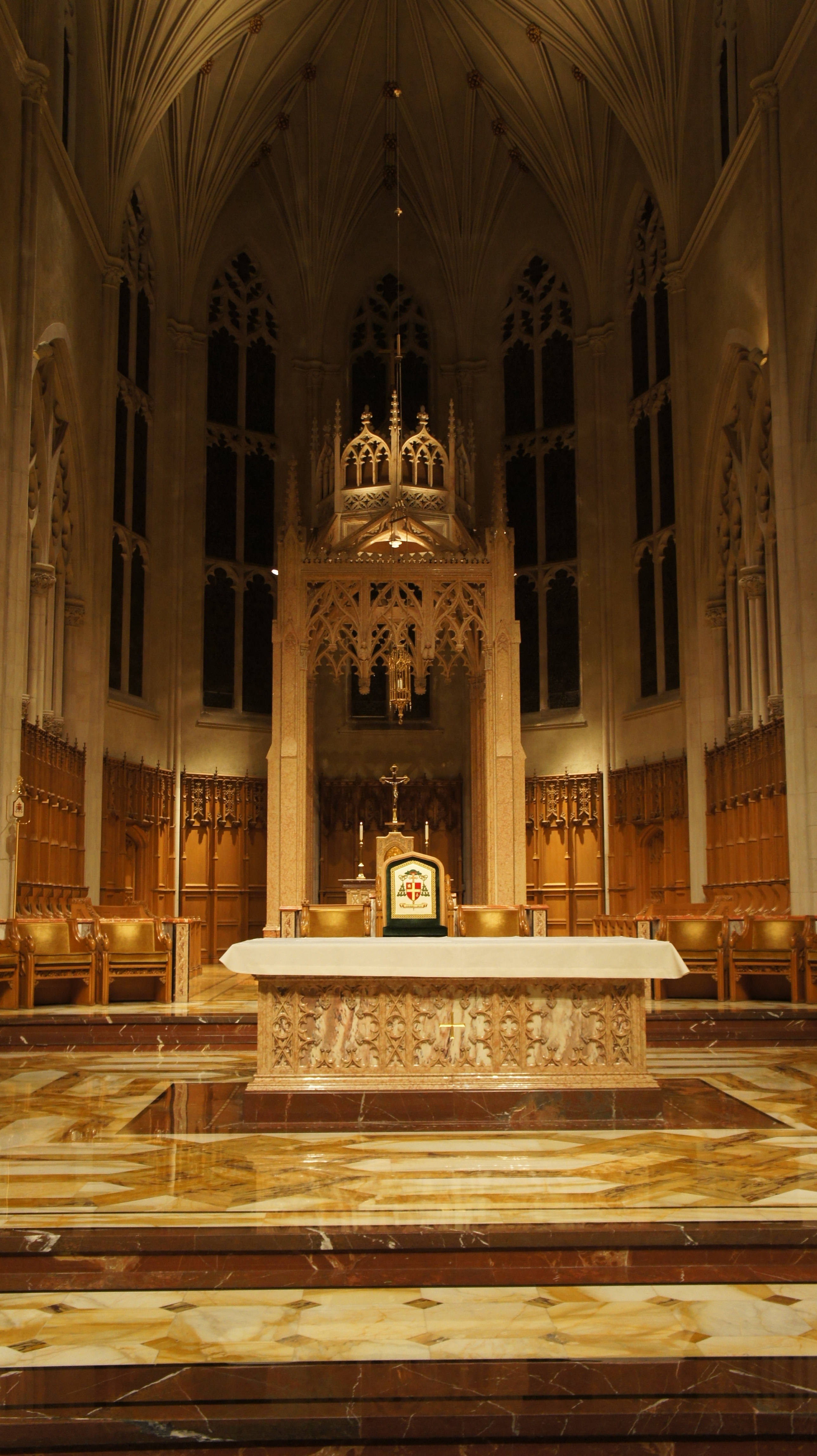

Joseph Pigott建造。